# Raymond's
Raymond's was een warenhuisbedrijf uit het oosten van Massachusetts dat in de 19e en 20e eeuw actief was en bestond van de jaren 1870 tot 1972. De hoofdvestiging bevond zich aan Washington Street en Franklin Street in het centrum vanBoston.

## Geschiedenis
Kort na de grote brand van Boston in 1872, die een groot deel van het winkelgebied in het stadscentrum verwoestte, zette George J. Raymond (1852-1915) een tent op in het stadscentrum en verkocht hij een assortiment hoeden die hij in een uitverkoop had gekocht. Zijn winkel werd later een vaste waarde op Washington Street.
De winkel was kleinschaliger en informeler dan concurrenten in de buurt, zoals Filene's en Jordan Marsh. Bij een typische uitverkoop (ondersteund door advertenties en aandacht in de lokale kranten) werd de hele voorraad van een kledingwinkel van buiten de stad opgekocht en in willekeurige stapels op tafels en toonbanken gedumpt. Maar Raymond's had wel veel artikelen van goede kwaliteit, vaak tegen goede prijzen.
De mascotte van de winkel was de stoere, bebaarde moeras-yankee Unkle Eph, die de Engelse spelling verdraaide; de slogan van de winkel was "Where U Bot The Hat". Een typische reclametekst was: "Meer! Jess is gearriveerd!... Nog een grote zending van de overtollige voorraad van een warenhuis in het Midwesten..."  Een jaarlijkse verkoopstunt in het begin van de twintigste eeuw was "Originashun day" (de verjaardag van de oprichting van de winkel), met de aankomst van oom Eph van het South Station in een hooiwagen getrokken door ossen, samen met zijn hillbilly-band en verschillende vaudeville-personages van het platteland. Unkle Eph (een afkorting van Ephraim) was gebaseerd op een echt persoon, de predikant Harvey B. Eastman uit Slatersville, Rhode Island.
Er waren filialen in Arlington, Dedham, Lynn, Malden, Quincy, Methuen en Waltham. De eerste vestiging, in Quincy, werd rond 1952 geopend. De tweede vestiging werd in 1954 opgericht door de overname van het warenhuis P.B. Magrane in Lynn. De winkel in Lynn verhuisde later van het P.B. Magrane-gebouw naar een nieuwe hoofdwinkel in een winkelcentrum aan State Street en vervolgens naar een winkel aan de Lynnway.
Vanaf de jaren 1950 begon de Boston Redevelopment Authority met een agressief programma voor stadsvernieuwing. In 1966 werd Raymond's door de stad gedwongen te verhuizen uit het verouderde en enigszins bouwvallige complex van aaneengesloten gebouwen op Washington Street en Franklin Street. Hierdoor moest het bedrijf verhuizen naar een minder aantrekkelijke locatie aan Washington Street, het oude R.H. White-gebouw in de buurt van de zogenaamde Combat Zone. De verhuizing was bedoeld als tijdelijke oplossing en Raymond's zou terugkeren naar een nieuw, modern gebouw op de oude locatie. Maar de verkoop op de nieuwe locatie liep sterk terug en Raymond's had niet genoeg kapitaal om het project af te bouwen. Woolworth's sprong bij, voltooide en nam het gebouw in gebruik en verhuurde de bovenste verdiepingen aan de backoffice-activiteiten van National Shawmut Bank. Het bedrijf bleef op de nieuwe locatie gevestigd tot 1972, toen het failliet ging.